# Victoria Wolff
Victoria Wolff, geborene Trude Victoria Victor (* 10. Dezember 1903 in Heilbronn; † 16. September 1992 in Los Angeles), war eine US-amerikanische Schriftstellerin und Drehbuchautorin deutscher Herkunft. Sie selbst gab häufig 1908 als Geburtsjahr an.

## Leben
Victoria Wolff wuchs als Tochter des jüdischen Lederfabrikanten Jacob Victor (1869–1918) in Heilbronn auf, wo Albert Einstein, der ein entfernter Verwandter war, kurzzeitig Nachhilfe in Mathematik zu geben versuchte. Dort machte sie 1922 als erstes Mädchen am Realgymnasium das Abitur. In den 1920er Jahren begann ihre journalistische Karriere mit Reportagen für die lokale Neckar-Zeitung. Später folgen dann auch die Frankfurter Zeitung, die Kölnische Zeitung, das Stuttgarter Neue Tagblatt und Die Dame, schließlich Kurzgeschichten für den Süddeutschen Rundfunk.
Ab 1932 erschienen die ersten Romane der Schriftstellerin, die mittlerweile mit dem Textilfabrikanten Dr. Alfred Max Wolf verheiratet war und zwei Kinder hatte. Aufgrund des Publikationsverbotes nach der nationalsozialistischen Machtergreifung emigrierte sie am 1. April 1933 mit ihren Kindern nach Ascona. Über Nizza und Lissabon gelang ihr schließlich 1941 die Einreise in die USA. 1945 wurde sie geschieden; 1949 heiratete sie den Berliner Arzt Dr. Erich Wolff. Dieser soll gesagt haben: „Nach mir kannst Du niemand mehr heiraten, denn einen Wolf mit drei ‚f‘ gibt es nicht!“.
Zwischen 1949 und 1985 war Victoria Wolff häufig in Heilbronn zu Gast. Das ehemalige Realgymnasium, an dem sie ihr Abitur abgelegt hatte, heißt heute Robert-Mayer-Gymnasium und vergibt seit 2002 den Victoria-Wolff-Preis für überdurchschnittliche Leistungen in den Bereichen Kunst, Musik, Literatur und Theater. Ihre Tochter Julie Amador war im Jahr 2002 bei der ersten Preisverleihung in Heilbronn anwesend.

## Werke
Wo nicht anders angegeben, wurde der Titel unter dem Namen „Victoria Wolf“ (in unterschiedlicher Schreibweise) veröffentlicht.
- Eine Frau wie du und ich. Roman der Liebe um George Sand. Reissner, Dresden 1932.
- Eine Frau hat Mut. Roman. Zsolnay, Wien 1933.
- Mädchen wohin? Roman. Zsolnay, Wien 1933.
- Die Welt ist blau. Ein Sommer-Roman aus Ascona. Bibliothek zeitgenössischer Werke, Zürich 1934.
  - Neuausgabe: Aviva, Grambin 2008, ISBN 978-3-932338-32-8.
- Gast in der Heimat. Roman. Querido, Amsterdam 1935; erstmals in Deutschland herausgegeben und mit einem Nachwort versehen von Anke Heimberg, Aviva, Berlin 2021, ISBN 3-949302-00-X.
- Glück ist eine Eigenschaft. Roman (als Ellinor Colling). Verbano, Locarno 1937.
- Drei Tage. Roman. Humanitas, Zürich 1937.
- König im Tal der Könige. Roman. Alemann, Buenos Aires 1945.
- Das weiße Abendkleid. Roman. Scheffler, Frankfurt am Main 1951.
  - Neuausgabe: Aviva, Grambin 2006, ISBN 3-932338-28-6; btb, München 2008, ISBN 978-3-442-73740-6.
- Keine Zeit für Tränen. Roman (als Claudia Martell). Schneekluth, Darmstadt 1954.
  - Neuausgabe als: Die Zeit der Tränen geht vorbei. Heyne, München 1969.
- Stadt ohne Unschuld. Roman. Schneekluth, Darmstadt 1956.
- Bräute für Amerika. Roman. Heyne, München 1962.
- Ein anderer Mann. Roman. Hestia, Bayreuth 1962.
- Mutter und Tochter. Roman. Deutsche Buch-Gemeinschaft, Berlin 1964.
- Lügen haben lange Beine. Roman. Droemer Knaur, München 1964.
- Liebe auf Kap Kennedy. Roman. Lichtenberg, München 1970.